# Compagnie de Villers
La Compagnie de Villers est une compagnie minière qui a recherché sans succès la houille à Pernes puis à Souchez dans le Pas-de-Calais de 1747 à 1750, soit un siècle avant la découverte du prolongement du bassin houiller du Nord vers le Pas-de-Calais. À cette époque, la Compagnie des mines d'Anzin n'est pas encore fondée, et le bassin minier n'est exploité que dans le Valenciennois et le Boulonnais.
Les recherches menées par Louis-Joseph de Villers ont été faites suivant l'hypothèse selon laquelle le bassin minier se prolongerait vers l'ouest, sur la même longitude que les mines alors en exploitation à Fresnes-sur-Escaut, Vieux-Condé et Anzin. Mais il s'est avéré un siècle plus tard que dans cette zone, le bassin minier s'infléchit vers le nord, en direction du Boulonnais, laissant ainsi Pernes et Souchez en dehors de la formation carbonifère.

## Historique
Les premières sérieuses recherches de houille, faites dans l'Artois, ont été exécutées à Pernes par la Société de Villers, ainsi que le constate l'arrêt du Conseil d'État du 10 mars 1747, dont voici un extrait :
« Sur ce qui a été représenté au roi par le sieur Louis-Joseph de Villers, demeurant au bourg de Frévent et Compagnie, qu'ils ont commencé, en vertu de la permission qui leur en a été accordée, à faire exploiter à leurs frais une mine de charbon de terre, dont ils ont fait la découverte, et qui est située aux environs de la ville de Pernes en Artois. Qu'ils ont d'ailleurs fait sonder en plusieurs endroits de cette province, entre autres aux environs d'Arras. Le roi permet aux sieurs de Villers et Compagnie de faire fouiller et exploiter, exclusivement à tous autres, pendant le temps et l'espace de trente années consécutives les mines de charbon de terre qu'ils ont commencé à faire ouvrir et travailler aux environs de Pernes, et celles qu'ils pourront découvrir par la suite dans l'étendue de la province d'Artois, à la charge par eux d'indemniser les propriétaires et en outre, à condition suivant leurs offres de remettre annuellement à titre gratuit pendant la durée de leur privilège, au profit de l'hôpital général qui doit être établi à Versailles le vingtième du produit net de la dite exploitation et de se conformer au surplus aux règlements, »
La Compagnie de Villers a ouvert un puits no 391 à Pernes, Arrondissement de Saint-Pol. Ce puits n'est allé que jusqu'à trente mètres de profondeur.
« Il fut abandonné à cause des eaux, et quoique les habitants aient montré pendant longtemps un peu de houille qu'ils prétendent avoir été extrait d'un trou de sonde fait au fond du puits, il paraît, dit M. de Bonnard, que cette substance aura été apportée par quelqu'ouvrier qui voulait continuer à y gagner ses journées, »

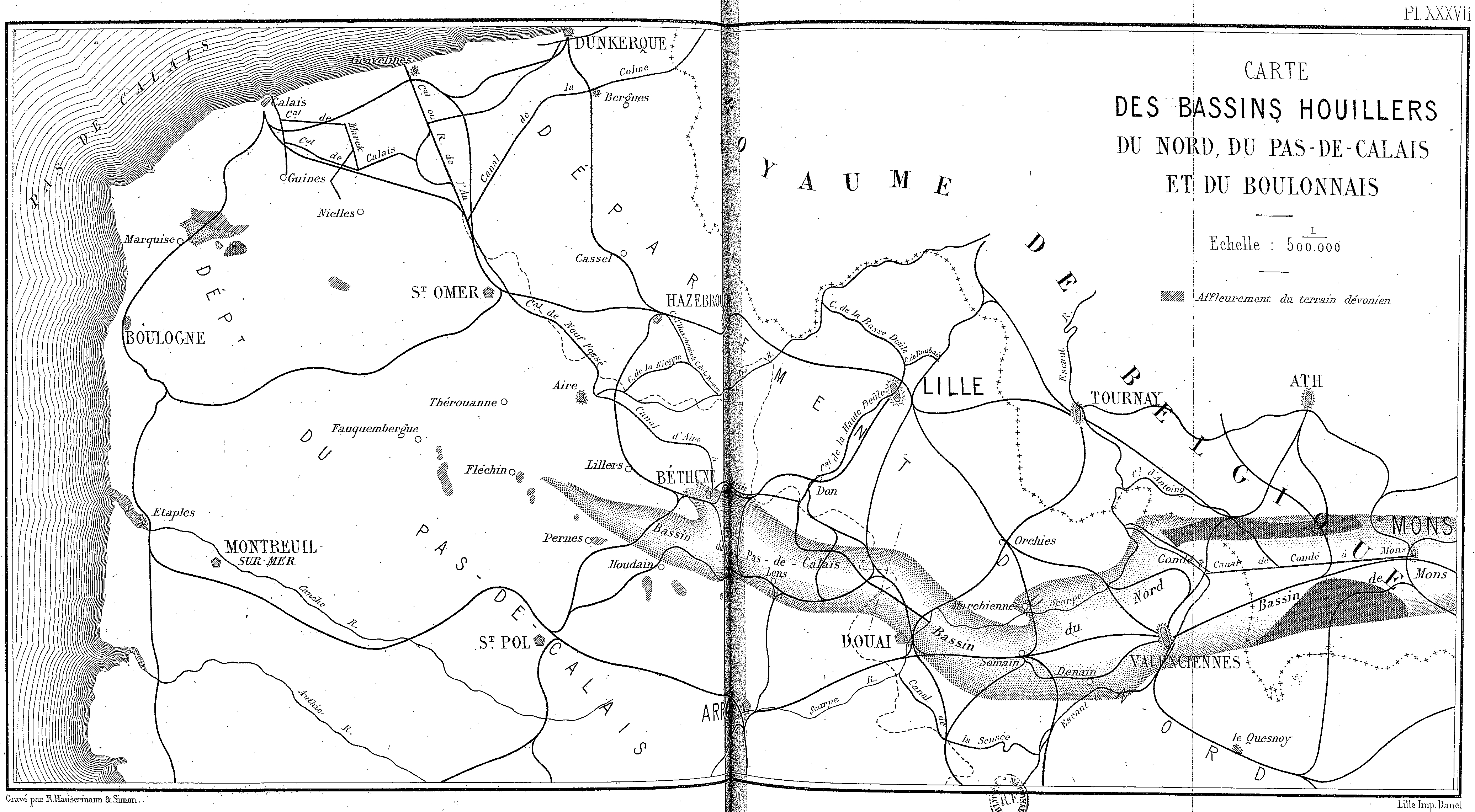
Sur cette carte datant de 1880, Pernes se trouve sur un îlot au sud-ouest du bassin minier alors connu.

D'après un mémoire des députés généraux des États d'Artois du 4 août 1763, la Compagnie de Villers aurait, après l'abandon de la fosse de Pernes, fait un autre puits à Souchez, où elle aurait travaillé pendant une année sans rien trouver ; puis des contestations s'étant élevées entre les associés, l'entreprise a été abandonnée vers 1750. La Compagnie aurait, paraît il, renoncé vers cette époque, à sa concession.
La formation houillère du Nord de la France est partout recouverte par des formations plus récentes, terrain tertiaire et crétacé, qu'on désigne sous le nom de morts terrains. Cependant sur le bord méridional du bassin du Pas-de-Calais, apparaît au jour une série d’îlots de terrains anciens analogues à ceux qui se montrent au Sud des bassins belges et du bassin d'Hardinghen. L'un de ces îlots existe à Pernes, et c'est sur cet ilot qu'a été ouvert le puits de la Compagnie de Vïllers. Il est formé de couches alternatives de grès gris à petits grains, alternant avec un grès schistoïde un peu terreux, bariolé de gris bleuâtre et de rouge foncé.